# Lagenandra keralensis
Lagenandra keralensis är en kallaväxtart som beskrevs av M. Sivadasan och Jaleel. Lagenandra keralensis ingår i släktet Lagenandra och familjen kallaväxter. Inga underarter finns listade.